# Atanasoff–Berry Computer
O Atanasoff-Berry Computer, também conhecido pela sigla ABC, foi o primeiro computador digital eletrônico automatizado, inventado em 1939 pelos estadunidenses John Atanasoff e Clifford Berry.
O computador possuía válvulas eletrônicas, números binários, capacitores e 1 quilômetro de fios.
Foi desenvolvido como um calculador eletrônico de aritmética binária, destinado a resolver sistemas de equações lineares. Que possuia uma memória constituída por dois tambores magnéticos e a sincronização dos ciclos era efetuada por um relógio mecânico. Seu sistema de armazenamento de resultados intermediários era um sistema de escrita/leitura de cartões perfurados, o que deixava o sistema não-confiável.
O projeto foi abandonado em 1942 após o rompimento de Atanasoff com a Iowa State College.

## Projeto e construção
Conforme o matemático John Atanasoff, vários princípios fundamentais do computador de Atanasoff-Berry foram concebidos em um insight repentino depois de um passeio noturno durante o inverno de 1937-1938. As inovações do ABC incluíam a computação dos dados feita de forma completamente eletrônica, o uso da aritmética binária, o processamento paralelo dos dados, a memória capacitiva regenerativa, e uma separação de funções de computação e memória. O design mecânico e o arquitetamento da lógica do computador foi elaborado pelo Dr. Atanasoff durante o próximo ano. A pedido de subvenção para construir uma prova de conceito protótipo foi apresentado em Março de 1939 e da Agronomia departamento que também estava interessado em acelerar a computação para a análise econômica e de pesquisa. Cinco mil dólares de financiamento adicional para completar a máquina veio da organização sem fins lucrativos Corporação de Pesquisa de Nova York .
O ABC foi construído por Atanasoff e o aluno de graduação Clifford Berry no porão do prédio de física do Iowa State College durante 1939-42. Os recursos iniciais foram liberados em setembro, e o protótipo 11-tubo foi mostrado pela primeira vez em outubro de 1939. Uma demonstração dezembro solicitado uma concessão para a construção da máquina em grande escala. O ABC foi construído e testado ao longo dos próximos dois anos. Em 15 de janeiro de 1941 história do Des Moines Register anunciou o ABC como "uma máquina de computação elétrica", com mais de 300 tubos de vácuo que "calcular equações algébricas complicadas" (mas não deu nenhuma descrição técnica precisa do computador). O sistema pesava mais de £ 700 (320 kg). Ela continha cerca de 1 milha (1,6 km) de fio, 280 dual-triode tubos de vácuo , 31 tiratrões , e era do tamanho de uma escrivaninha.
Não era um completo Turing computador, o que o distingue de máquinas mais gerais, como a contemporânea Konrad Zuse 's Z3 (1941), ou mais tarde, máquinas como o 1946 ENIAC , 1949 EDVAC , a Universidade de Manchester projetos, ou Alan Turing 'post s projetos-Guerra no NPL e em outros lugares. Também não implementar a arquitetura de programa armazenado que fez práticos totalmente de propósito geral, computadores reprogramáveis.
A máquina era, no entanto, a primeira a implementar três ideias fundamentais que ainda fazem parte de todos os computadores modernos:
Usando binários dígitos para representar todos os números e dados
Realização de todos os cálculos usando eletrônica ao invés de rodas, catracas, ou interruptores mecânicos
Organizar um sistema no qual a computação e memória são separados.
Além disso, o sistema foi pioneiro no uso de memória condensador regenerativo , como na DRAM ainda amplamente utilizado hoje em dia.
A memória do computador Atanasoff-Berry foi um par de tambores, cada um contendo 1.600 capacitores que girava sobre um eixo comum uma vez por segundo. Os condensadores de cada tambor foram organizadas em 32 "bandas" de 50 (30 bandas activas e duas peças em caso de uma falha do condensador), dando a máquina a uma velocidade de 30 adições / subtracções por segundo. Os dados foram representados como números binários de ponto fixo de 50 bits. A electrónica de as unidades de memória e aritmética poderia armazenar e operar em 60 tais números de cada vez (3000 bits).
A corrente alternada de freqüência da linha de alimentação de 60 Hz foi o clock principal para as operações de nível mais baixo.
As funções lógicas aritméticas foram totalmente eletrônico, implementado com tubos de vácuo. A família de portas lógicas variou de inversores de dois e três portões de entrada. Os níveis de tensões de entrada e saída e operacionais são compatíveis entre as diferentes portas. Cada porta constituída por uma inversão do amplificador de tubo de vácuo, precedido por uma rede de entrada do divisor de resistência, que definiu a função lógica. As funções lógicas de controle, que só necessários para operar uma vez por rotação do tambor e, portanto, não necessitam de velocidade eletrônico, foram eletromecânica, implementada com relés .
Embora o Atanasoff–Berry Computer foi um importante passo para cima a partir de máquinas de calcular antes, não era capaz de executar inteiramente automaticamente através de um problema inteiro. Um operador foi necessária para operar os interruptores de controle para configurar as suas funções, bem como as calculadoras eletro-mecânicas e equipamentos de registro de unidade da época. Selecção da operação a ser executada, leitura, escrita, ou a conversão de binário para a casa decimal, ou a redução de um conjunto de equações foi feita por comutadores do painel frontal e em alguns casos saltadores.
Havia duas formas de entrada e saída: entrada principal do usuário e de saída e uma saída de resultados intermediários e de entrada. A armazenagem intermédia resultados permitiram operação em problemas muito grandes para serem manuseados inteiramente dentro da memória electrónica. (O maior problema que pode ser resolvido sem a utilização da produção de intermediários e de entrada foi de duas equações simultâneas, um problema trivial.)
Resultados intermediários foram binário, escrito em folhas de papel por eletrostática modificando a resistência em 1.500 locais para representar os números de 30 a 50 bits (uma equação). Cada folha pode ser escrito ou lido em um segundo. A confiabilidade do sistema foi limitada a cerca de 1 erro em 100 mil cálculos por estas unidades, atribuída principalmente à falta de controlo das características materiais dos lençóis. Em retrospecto, a solução poderia ter sido para adicionar um bit de paridade para cada número escrito. Este problema não foi resolvido pelo Atanasoff tempo deixou a universidade para o trabalho relacionado com a guerra.
Entrada do usuário principal era decimal, via padrão IBM 80 colunas cartões perfurados ea saída era decimal, através de um visor do painel frontal.

## Função
O ABC foi projetado para uma finalidade específica, a solução de sistemas de equações lineares simultâneas. Ele podia lidar com sistemas com até vinte e nove equações, um problema difícil para a época. Problemas dessa escala foram se tornando comum na física, o departamento em que John Atanasoff trabalhou. O aparelho pode ser alimentado duas equações lineares com até vinte e nove variáveis e um termo constante e eliminar uma das variáveis. Este processo seria repetido manualmente para cada uma das equações, o que resultaria em um sistema de equações com menos uma variável. Depois de todo o processo deve ser repetido para eliminar outra variável.
George W. Snedecor , o chefe de Iowa Departamento de Estatística do Estado, era muito provável que o primeiro usuário de um computador digital eletrônico de resolver problemas de matemática do mundo real. Ele apresentou muitos destes problemas de Atanasoff. [carece de fontes? ]

## Disputa de patentes
J. Presper Eckert e John Mauchly foram os primeiros a patentear um dispositivo de computação digital, o ENIAC . A ABC tinha sido examinado por John Mauchly, em Junho de 1941, e Isaac Auerbach, [5] um ex-aluno de Mauchly, alegou que influenciou seu trabalho mais tarde ENIAC, embora Mauchly negou (Shurkin, pg. 280-299). Em 1967 Honeywell processou Sperry Rand, na tentativa de quebrar suas patentes ENIAC, argumentando que o ABC constituído arte prévia . O Tribunal Distrital dos Estados Unidos para o Distrito de Minnesota publicou o seu julgamento em 19 de Outubro de 1973, encontrando na Honeywell v Sperry Rand que a patente do ENIAC era um derivado da invenção de John Atanasoff.
Campbell-Kelly e Aspray concluir:
A medida em que Mauchly baseou-se em ideias de Atanasoff permanece desconhecida, a prova é enorme e conflitantes. O ABC foi a tecnologia bastante modesto, e não foi totalmente implementado. No mínimo, podemos inferir que Mauchly viu o significado potencial do ABC e que isso pode tê-lo levado a propor uma solução similar, eletrônico.
O caso foi legalmente resolvido em 19 outubro de 1973, quando o Juiz Distrital dos EUA, Earl R. Larson realizada a patente ENIAC inválido, determinando que o ENIAC derivado muitas ideias básicas do computador Atanasoff-Berry. Juiz Larson declarou explicitamente, "Eckert e Mauchly não-se primeiro inventar o computador digital eletrônico automático, mas derivado esse assunto a partir de um Dr. John Vincent Atanasoff".

## Réplica
O ABC originais acabou por ser desmantelado, quando a Universidade transformou o porão para salas de aula e todas as suas peças, exceto por uma bateria de memória foram descartados. Em 1997, uma equipe de pesquisadores liderada por John Gustafson do Laboratório Ames (localizado no Estado campus Iowa) terminou de construir uma réplica de trabalho do computador Atanasoff-Berry, a um custo de US $ 350.000. A réplica ABC está agora em exposição permanente no primeiro piso do hall de entrada do Centro de Durham para Computação e Comunicação da Universidade de Iowa. Em maio de 2012, ele foi emprestado para o Computer History Museum , em Mountain View, Califórnia, para uma grande exposição.